# Sylvain Lévi
Sylvain Lévi (Parijs, 28 maart, 1863 - Parijs, 30 oktober, 1935) was een Frans oriëntalist en Indiakundige.
Lévi werd docent aan de school voor hogere studies in Parijs in 1886 en gaf les in Sanskriet aan de Universiteit van Parijs Sorbonne van 1889 tot 1894. Hij schreef een groot aantal werken, waaronder het zijn doctoraal schrift Théâtre Indien in 1890, dat een standaardwerk over dit onderwerp werd. Hij werd professor van het Collège de France in 1894 en bleef dit tot 1935.
Hij reisde door India en Japan in 1897 en 1898 en begin jaren 1900 door Nepal. Hij reisde vaker naar de Oriënt, waaronder naar Oost-Azië in 1921 tot 1923
Lévi maakte een van de eerste analyses van Tochaarse taalfragmenten die in Oost-Turkestan waren aangetroffen. Dit werk deed hij samen met de Franse taalkundige Antoine Meillet.
Hij was een van de vroege opponenten van de traditionalistische schrijver René Guénon en diens een onkritische geloof in de Philosophia perennis.
De tibetologen Joeri Rjorich en Paul Pelliot behoorden tot zijn studenten.